# قرار مجلس الأمن التابع للأمم المتحدة رقم 222
قرار مجلس الأمن التابع للأمم المتحدة رقم 222، الذي اعتمد في 16 يونيو 1966، بعد التأكيد على القرارات السابقة بشأن هذا الموضوع، مدد المجلس ولاية قوة الأمم المتحدة في قبرص لمدة 6 أشهر إضافية، تنتهي في 26 ديسمبر 1966 دعا المجلس أيضا الأطراف المعنية مباشرة إلى مواصلة العمل بأقصى قدر من ضبط النفس والتعاون بشكل كامل مع قوة حفظ السلام.